# Graphelmis binervosa
Graphelmis binervosa là một loài bọ cánh cứng trong họ Elmidae. Loài này được Reitter miêu tả khoa học năm 1887.